# Idyllwild-Pine Cove
Idyllwild-Pine Cove è l'insieme di tre comunità confinanti: Idyllwild, Pine Cove e Fern Valley che formano un census-designated place (CDP) di 3 874 abitanti situato sulle Montagne di San Jacinto nella contea di Riverside, in California, Stati Uniti. Dei tre centri abitati, Idyllwild è il più grande.

## Geografia fisica

### Territorio
Idyllwild-Pine Cove sorge in un'area boschiva protetta sulle montagne di San Jacinto, nel sud della California, ai piedi del monte San Jacinto che, con 3.302,3 m s.l.m., è la seconda montagna più alta del sud della California (il primato spetta al monte San Gorgonio).
Idyllwild si è, principalmente, sviluppata in una valle di alta montagna divisa in due dal torrente Strawberry, che mantiene un flusso d'acqua costante per tutto l'anno. Pine Cove occupa una posizione più elevata, su un'altura tondeggiante a quasi 300 metri sopra Idyllwild. Fern Valley è adiacente a Idyllwild e si sviluppa verso nord nella stessa vallata.

### Flora e fauna
Il Pino Giallo Orientale (Pinus ponderosa) è la pianta più numerosa sulle montagne di San Jacinto e, insieme al pino cembro, abete bianco del Colorado, pino lodge, pino silvestre, e quercia nera, forma fitte foreste che circondano Idyllwild-Pine Cove.

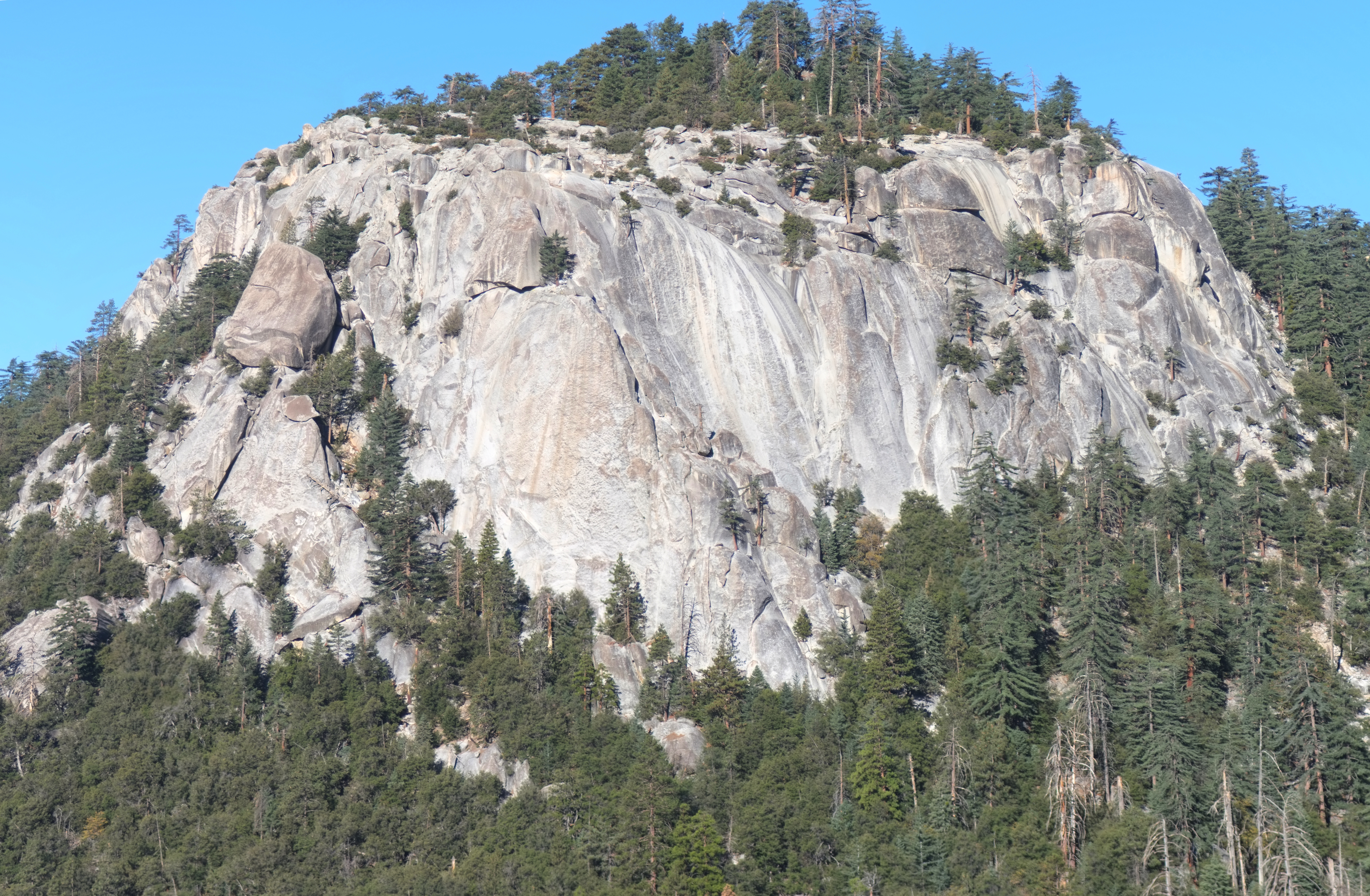

### Clima
Idyllwild-Pine Cove ha un clima mediterraneo caldo-estivo. L'inverno è fresco con occasionali tempeste di neve. La primavera inizia tardi rispetto al resto dello Stato, ma poi diventa calda e piacevole. L'estate può essere piuttosto calda, ma la temperatura scende la sera e la notte. Verso la fine dell'estate ci sono occasionali temporali, ma questi sono di solito poco intensi. Il periodo autunnale è caldo e secco. Le prime nevicateiniziano in novembre (non c'è mai stata una stagione senza neve). Nell'inverno del 1948-49 c'è stata la più intensa nevicata con oltre 2,5 metri di neve.
| Dati climatici      | Mesi | Mesi | Mesi | Mesi | Mesi | Mesi | Mesi | Mesi | Mesi | Mesi | Mesi | Mesi | Stagioni | Stagioni | Stagioni | Stagioni | Anno |
| Dati climatici      | Gen  | Feb  | Mar  | Apr  | Mag  | Giu  | Lug  | Ago  | Set  | Ott  | Nov  | Dic  | Inv      | Pri      | Est      | Aut      | Anno |
| ------------------- | ---- | ---- | ---- | ---- | ---- | ---- | ---- | ---- | ---- | ---- | ---- | ---- | -------- | -------- | -------- | -------- | ---- |
| T. max. media (°C)  | 13,1 | 13,1 | 15,0 | 18,0 | 22,4 | 27,8 | 29,9 | 29,8 | 27,1 | 21,9 | 16,6 | 13,0 | 13,1     | 18,5     | 29,2     | 21,9     | 20,6 |
| T. min. media (°C)  | −1   | −1   | −0,3 | 1,6  | 4,9  | 8,3  | 12,3 | 12,4 | 9,4  | 5,1  | 0,9  | −1,4 | −1,1     | 2,1      | 11,0     | 5,1      | 4,3  |
| Precipitazioni (mm) | 124  | 136  | 96   | 46   | 11   | 4    | 17   | 20   | 21   | 31   | 64   | 94   | 354      | 153      | 41       | 116      | 664  |
| Nevicate (cm)       | 20,3 | 20,3 | 15,2 | 7,6  | 2,5  | 0,0  | 0,0  | 0,0  | 0,0  | 0,0  | 5,1  | 10,2 | 50,8     | 25,3     | 0,0      | 5,1      | 81,2 |

## Origini del nome
Verso la fine dell'800, Laura Rutledge e suo marito avevano in gestione il Sanatorio Idyllwild, un centro per il trattamento di pazienti affetti da problemi respiratori (poi riconvertito in un resort chiamato Idyllwild Among the Pines e, più tardi, Idyllwil). Quando il Governo Federale decise di insediare all'interno della struttura l'ufficio postale, fu la stessa signora Rutledge a suggerire il nome di Idyllwild, per l'ufficio postale e per la città.
Prima di prendere il nome di Idyllwild, la città era conosciuta con il nome di Strawberry Valley (probabilmente per via delle numerose fragole selvatiche che prosperano nella valle, soprattutto sulle rive del torrente che la attraversa; anch'esso chiamato Strawberry Creek).

## Storia
Idyllwild era la residenza estiva per gruppi di indiani Cahuilla che emigrarono nell'area per sfuggire al caldo dei deserti. La leggenda dei Cahuilla riporta che il loro capo tribù Tahquitz era stato posseduto da uno spirito malvagio e, sotto il controllo del demone, aveva ucciso la sua compagna. Pieno di rabbia e odio, il corpo del capo indiano brillò come un fuoco e volò fino alla Tahquitz Rock di Idyllwild e lì rimase intrappolato, con un serpente a sonagli e un condor per compagnia (o a vigilare, non è ben chiaro). Secondo la leggenda Cahuilla, quando la montagna trema non è un terremoto bensì Tahquitz che si agita nella propria prigione di pietra.
Alla fine dell'Ottocento, la famiglia Domenigoni si insediò nella terra vicino a quella dove sorge la Idyllwild Arts Academy. Poco tempo dopo, nel 1889, George e Sarah Hannahs fondarono un campo estivo vicino al sito della loro segheria e lo chiamarono Camp Idyllwilde. L'anno successivo fu costruita una strada a pedaggio che collegò definitivamente Idyllwild espandendo la città, l'industria del legname e del turismo.
Con l'aumentare delle automobili, e la conseguente crescita di mobilità, Idyllwild divenne un'attrazione turistica per le persone nel sud della California, sia nei fine settimana sia nei periodi esitivi di vacanza e per molti anni, la città si presentò come un villaggio alpino.

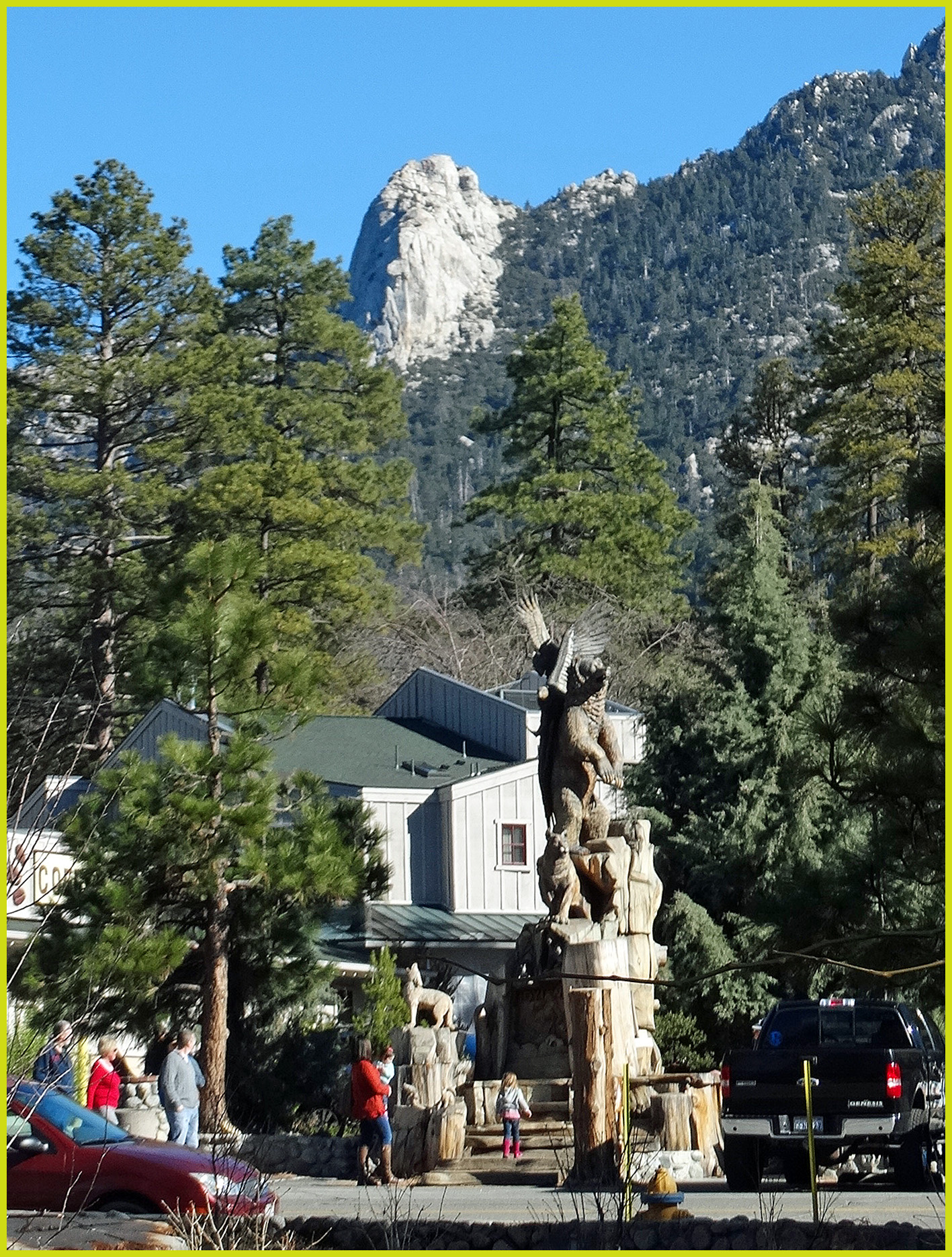

Dagli anni '30 a tutti gli anni '50, ad Idyllwild prosperò la produzione di mobili di pino nodoso, pregiati mobili in legno realizzati nello stile di Arti e Mestieri. Sotto la direzione di Charles "Selden" Belden. I mobili erano prodotti dalla Idyllwild Pinecraft Furniture Company e, successivamente, dalla C. Selden Belden Idyllwild Pinecraft. A distanza di anni, quei mobili sono considerati da collezione e possono essere trovati nelle case e nelle baite di Idyllwild.

## Società

### Evoluzione demografica
Secondo il censimento del 2010, la popolazione era di 3 874 persone. Il 49,8% erano maschi con un'età media di 49,7 anni e il 50,2% erano femmine con un'età media di 50 anni.

### Etnie e minoranze straniere
La composizione etnica della città era formata dal 88,6% di bianchi, il 0,8% di afroamericani, lo 0,8% di nativi americani, l'3,5% e il restante di due o più etnie.

## Cultura

### Istruzione
Nella comunicatà di Idyllwild vi è una scuola elementare e media che appartiene al distretto scolastico di Hemet. Per gli studi superiori, gli studenti di Idyllwild, Pine Cove e Fern Valley devono spostarsi fino alla vicina città di Hemet che dista 56 Km.

## Infrastrutture e trasporti

### Strade
Idyllwild-Pine Cove è collegata con la città di Banning tramite la California State Route 243 (conosciuta anche come Banning-Idyllwild Panoramic Highway) che attraversa le montagne con un tortuoso percorso di 40 Km, e con la città di Hemet tramite la California State Route 74 (conosciuta anche come Palms to Pines Scenic Byway o Pines to Palms Highway) con un percorso di circa 56 Km.